# Lille OSC (női csapat)
A Lille OSC női labdarúgó szakosztályát 2015-ben hozták létre. A francia első osztályban szerepel.

## Klubtörténet
Az 1920-as években már éledezett a női labdarúgás Lille-ben, bár az akkoriban indított Párizs központú francia bajnokságban még nem tudtak részt venni a költséges utazások miatt, de 1924-ben bemutatkozhatott egy belga kezdeményezésű közös ligában a város első női együttese.
Vendeville női csapata a 2010-es években a másodosztályban szerepelt, de a kisváros a megfelelő szponzori támogatás hiányában nem tudott tovább fejlődni. 2015. július 23-án a Lille OSC bejelentette az FF Templemars-Vendeville és a LOSC egyesülését, mellyel létrejött a klub női szakosztálya.
Két esztendővel később, a 2016–17-es szezonban megnyerték a másodosztályt és az élvonalba jutottak, ahol a 6. helyen végeztek. A következő idényben azonban már nem tudtak lépést tartani ellenfeleikkel és kieső helyen zárták a pontvadászatot.
A másodosztályban töltött időszak alatt két harmadik és egy negyedik helyezést gyűjtött össze a klub, majd a 2022–23-as kiírásban csoportjuk első helyén végeztek, így újabb esélyt kaptak az első osztályú szereplésre.

## Eredmények
- Másodosztályú bajnok (2): 2016–17, 2022–23

## Játékoskeret
2023. november 16-tól
| #  |     | Poszt | Név                       |
| -- | --- | ----- | ------------------------- |
| 1  | FRA | K     | Flavie Philippe           |
| 16 | FRA | K     | Élisa Launay              |
| 30 | CAN | K     | Taylor Beitz              |
| 2  | FRA | V     | Céleste Delcroix          |
| 4  | CAN | V     | Olivia Mbala              |
| 5  | MAR | V     | Nesryne El Chad           |
| 20 | TRI | V     | Kédie Johnson             |
| 22 | FRA | V     | Tess Laplacette           |
| 25 | FRA | V     | Agathe Ollivier           |
| 26 | FRA | V     | Anaïs Lambert             |
| 27 | FRA | V     | Gwenaëlle Devleesschauwer |
| 33 | FRA | V     | Célia Delaby              |

| #  |     | Poszt | Név                                          |
| -- | --- | ----- | -------------------------------------------- |
| 6  | FRA | KP    | Aurore Paprzycki                             |
| 8  | BRA | KP    | Marjorie Boilesen                            |
| 10 | FRA | KP    | Naomie Bamenga                               |
| 19 | FRA | KP    | Claire Lelarge                               |
| 34 | FRA | KP    | Valéryane Policnik                           |
|    | FRA | KP    | Amandine Henry (kölcsönben az Angel Citytől) |
| 7  | FRA | CS    | Lorena Azzaro                                |
| 9  | FRA | CS    | Jessy Danielle Roux                          |
| 11 | FRA | CS    | Maïté Boucly                                 |
| 14 | FRA | CS    | Anaïs Ribeyra                                |
| 15 | FRA | CS    | Julie Pian                                   |
| 17 | FRA | CS    | Julie Rabanne                                |

## Korábbi híres játékosok
| - Marine Dafeur - Salomé Elisor - Lina Fasquelle - Éva Frémaux - Lisa Humbert - Mégane Jacaton - Orphée Lefébure - Jessica Lernon - Héloïse Mansuy - Chloé Marty - Noémie Mouchon - Carla Nollet | - Chloé Pierel - Carla Polito - Justine Rougemont - Charlotte Saint-Sans Levacher - Rachel Saïdi - Elody Salaün - Ouleymata Sarr - Jana Coryn - Maud Coutereels - Silke Demeyere |